# Aphidophilie
Aphidophilie

Eine Ameise beim Betrillern von Blattläusen

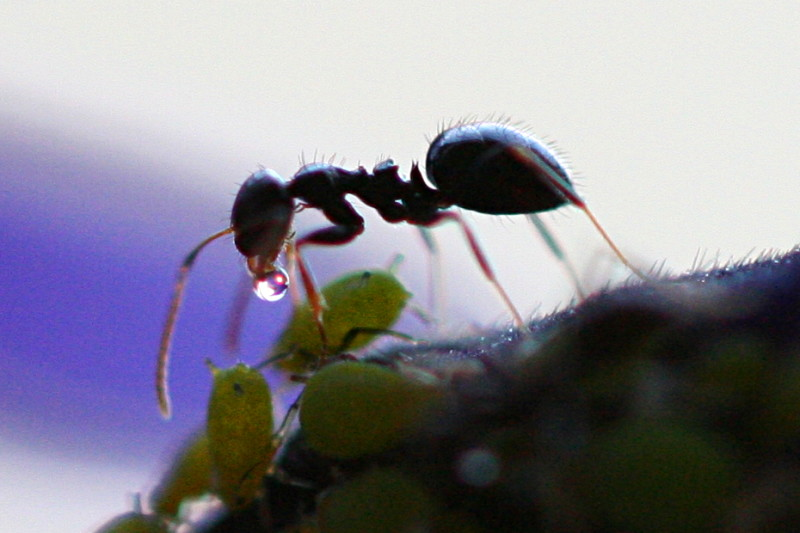
Eine Ameise nimmt einen Honigtautropfen von einer Blattlaus auf

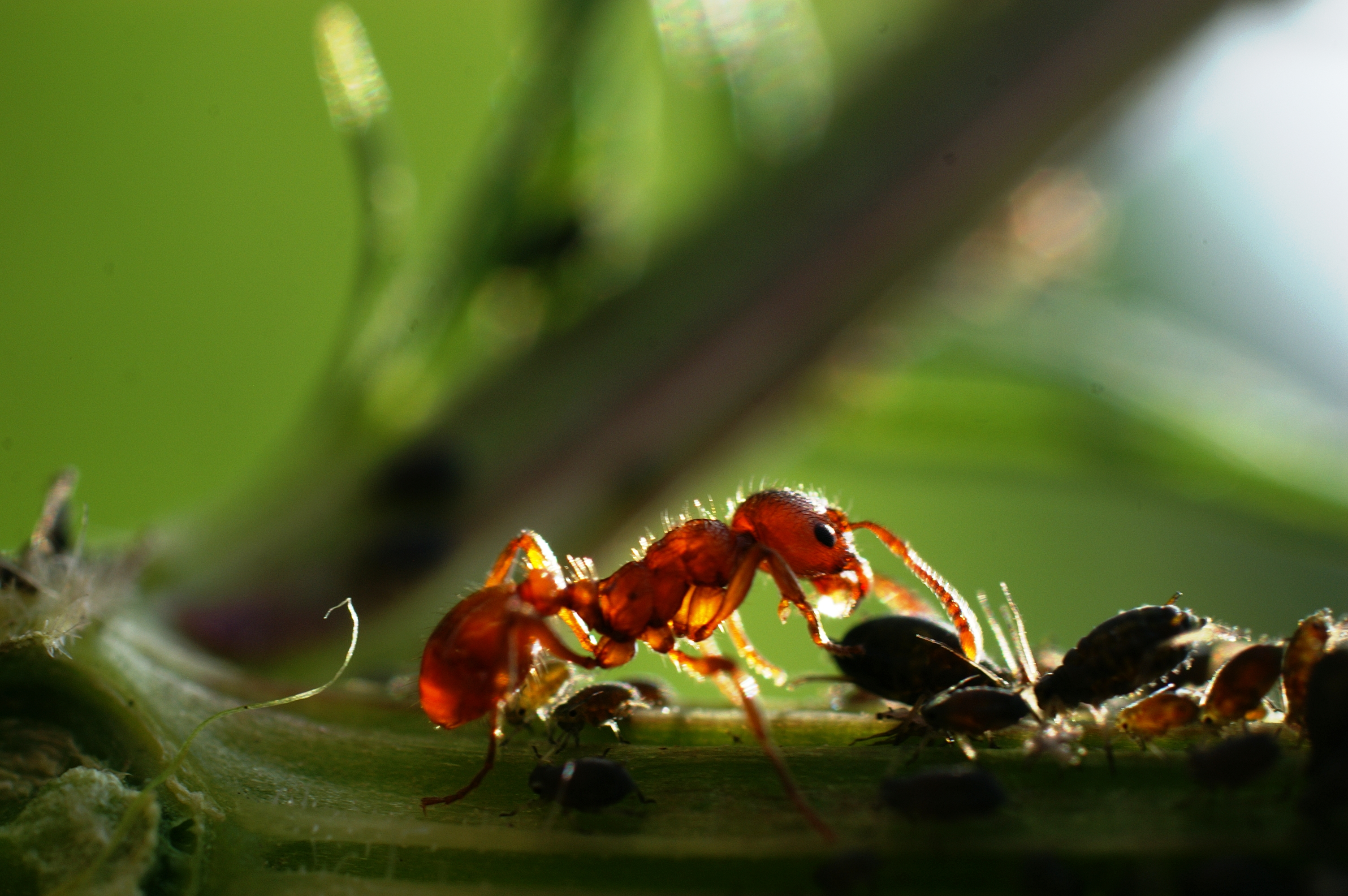
Eine Ameise nimmt einen Honigtautropfen von einer Rindenlaus auf

(Aphidoidea ‚Blattläuse‘ und griechisch φιλία philía ‚Zuneigung‘) bezeichnet die Befähigung einiger Arten verschiedener Gattungen von Ameisen (z. B. Schwarze Wegameise) zur Symbiose mit myrmekophilen Schnabelkerfen.
Prinzipiell bezieht sich der Begriff Aphidophilie nicht ausschließlich auf Ameisen, andere aphidophile Lebewesen könnten auch Pflanzen darstellen, die bestimmte Schnabelkerfe (wie Pemphigus spirothecae) tolerieren. Das kann z. B. der Fall sein bei der Entstehung von Pflanzengallen, manche Gemeinschaften aus Schnabelkerfen und Wirtspflanze können den Anschein einer Symbiose erwecken.
Der Begriff Aphidophilie wird auch auf Viren angewendet, die Schnabelkerfe befallen. Häufige aphidophile Viren z. B. in Ungarn sind: CMV, PVY, AMV und TSWV. Im Folgenden wird Aphidophilie jedoch nur auf Ameisen bezogen.
Ein Gegenteil von Aphidophilie ist die Aphidophagie. Damit wird das Nachstellen und Fressen von Schnabelkerfen durch Prädatoren und Parasitoiden bezeichnet.

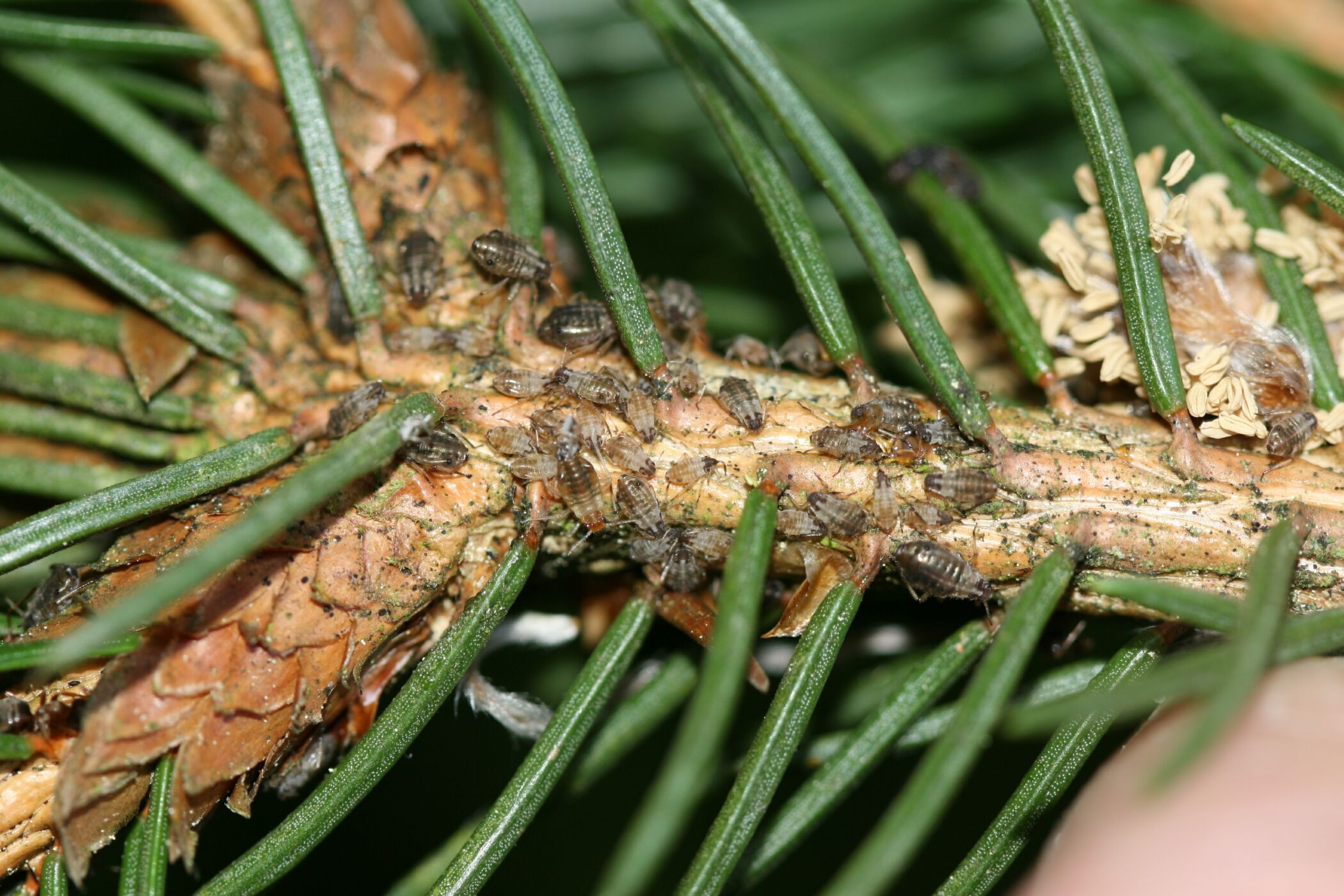
Honigtau erzeugende Rindenläuse der Gattung Cinara auf dem mehrjährigen Holz der Fichte

## Symbioseform
Die hier zugrundeliegende Form der Symbiose, durch E. Wasmann 1901/1902 Trophobiose benannt, wurde bereits im 17. Jahrhundert beschrieben. Es handelt sich um die Beziehung zwischen myrmekophilen Schnabelkerfen, die Nahrung anbieten, und aphidophilen Ameisen, die diese Nahrung aufnehmen und dafür eine Gegenleistung erbringen (insbesondere Schutz).

## Rolle der Ameisen
Einige Ameisenarten wie die Gelbe Wiesenameise leben ausschließlich (obligat) von den zuckerhaltigen Ausscheidungen ihrer Schnabelkerfe. Andere nutzen diese Nahrungsquelle als Beikost. In der Symbiose mit Schnabelkerfen können sie sich zu höherer Dichte entwickeln, sie sind aber Angriffen durch andere Ameisen meist mehr ausgesetzt und dann weniger wehrhaft.
Aphidophile Ameisen können ihre Blattläuse durch anales Betrillern gezielt dazu bringen, Honigtautopfen abzugeben, die die Ameisen direkt aufnehmen können. Dabei wird meist ein perianal ausgebildeter Haarkranz durch die Ameise bearbeitet. Aphidophile Ameisen können aber nicht nur die Exkrete ihrer Trophobionten als direkte Nahrungsquelle nutzen, sondern auch die Exkretionsrate steigern (beispielsweise auf das Zweifache).
Myrmekophile Schnabelkerfe lassen sich von ihren Ameisen herumtragen. Das erfolgt, um sie beispielsweise auf eine günstigere Futterstelle zu verfrachten oder bei Verlegung des Ameisenbaues oder zu deren Schutz beispielsweise vor Witterung oder Aphidophagie. Die aphidophilen Ameisen schützen ihre Trophobionten gegen Prädatoren oder Parasitoiden, indem sie diese Tiere direkt angreifen oder indem sie die Schnabelkerfe aus der Gefahrenzone wegtragen.

### Anatomische Anpassung
Zum Auffangen und Sammeln der Honigtautropfen haben manche aphidophile Ameisen einen Kropf ausgebildet. Es handelt sich dabei um eine anatomische trophobiotische Einrichtung. In diesem Hohlorgan sammelt die Ameise die Nahrungsflüssigkeit, um sie teilweise selbst zu verbrauchen, größtenteils aber über Trophallaxis an andere Ameisen weiterzugeben.

### Schutzbaue
Adulte Schnabelkerfe bzw. deren Eier oder Larven bringen die Ameisen zum Überwintern in eigens für sie reservierte temperierte unterirdische Kammern im Ameisennest unter, verschiedentlich „Stallnester“ genannt.
Manche aphidophile Ameisen errichten spezielle „Pavillons“ oder „Lauspavillons“ (englisch pavilion von französisch pavillon, aus latein papilio ‚Schmetterling‘, auch ‚Zelt‘ im Vergleich mit den aufgespannten Flügeln) als Schutzbaue für Ameisengäste.
Die bodennah angesiedelten Wurzelläuse werden durch die Ameisen vor Feuchtigkeitsverlust an sonnigen Stellen oder vor Prädatoren geschützt, indem sie tiefe Zweige über ihnen mit Sand oder Erdkrumen überbauen und so Schutzräume bereitstellen.
Als Baumaterial für die zahlreichen einkammrigen Pavillons ihrer Schildläuse können Camponotus-Arten wie C. (Karavaievia) asli sp. n., C. montanus sp. n. oder C. texens auch die Seidensekretion ihrer Ameisenlarven verwenden, um die Trophobionten vor Verwehungen von Baumblättern zu schützen. Dort werden in der Regel Brut und Schildläuse beherbergt.

## Rolle der Schnabelkerfe
Einige auch nicht myrmekophile Schnabelkerfe leben sozial in Kolonien und wehren auch Aphidophagen gemeinsam ab oder mithilfe einer Soldatenkaste. Diese soziale Lebensform begünstigt das Zusammenleben mit Ameisen.
Viele Schnabelkerfe sondern Honigtau ab, der zuckerhaltig ist und vor allem Fructose, Glucose und Saccharose enthält (90–95 % seiner Trockenmasse), daneben kommen auch Maltose, Fructomaltose und Melezitose sowie weitere Oligosaccharide in kleineren Mengen vor. Dies geschieht zur Volumenverringerung, der Zuckergehalt des Pflanzensaftes ist höher. Der ausgeschiedene Honigtau wird ohne Symbiosebeziehung auch von anderen (nicht aphidophilen) Tieren als Nahrungsquelle genutzt, so von Zweiflüglern oder Honigbienen. Letztere produzieren daraus Waldhonig.
Einige Schnabelkerfe wie Blatt-, Schild- und Wurzelläuse sind myrmekophile Trophobionten, einige sind sogar auf aphidophile Ameisen angewiesen (obligat myrmekophil). Einige myrmekophile Blattläuse wie Tuberolachnus können innerhalb einer Stunde mehr Honigtau abgeben, als ihr eigenes Körpergewicht ausmacht. Der durch die Ameisen meist betrillerte anale Borstenkranz, der aus einem „oberen“ und einem „unteren“ Borstenstand besteht, dient als eine Auffangvorrichtung für die Übergabe des Honigtautropfens an die Ameise. Es handelt sich dabei um eine anatomische trophobiotische Einrichtung myrmekophiler Blattläuse.
| Taxa                                  | Habitat                                                 | Myrmekophilie                                                      | Referenzen |
| ------------------------------------- | ------------------------------------------------------- | ------------------------------------------------------------------ | ---------- |
| Pflanzenläuse (Sternorrhyncha)        | meist über dem Boden                                    | einige Arten                                                       | [ 11 ]     |
| -"-: Blattläuse (Aphidoidea)          | über dem Boden in Pflanzenkronen                        | einige Arten                                                       | [ 4 ]      |
| -"-: Schildläuse (Coccoidea)          | über dem Boden                                          | einige Arten                                                       | [ 12 ]     |
| -"-: Baumläuse (Lachnidae)            | unterirdisch, auf oder über dem Boden in Pflanzenkronen | einige Arten                                                       |            |
| -"-: Schmierläuse (Pseudococcidae)    | unterirdisch                                            | einige Arten                                                       | [ 12 ]     |
| Rundkopfzikaden (Cicadomorpha)        |                                                         |                                                                    |            |
| -"-: Actalionidae                     | über dem Boden                                          | ja                                                                 | [ 19 ]     |
| -"-: Cercopoidea                      | auf dem Boden oder unterirdisch                         | nein                                                               | [ 19 ]     |
| -"-: Cicadoidea                       | unterirdisch                                            | nein                                                               | [ 19 ]     |
| -"-: Zwergzikaden (Cicadellidae)      | über dem Boden                                          | nein                                                               | [ 19 ]     |
| -"-: Eurymelinae                      | unterirdisch, über oder auf dem Boden                   | einige Arten                                                       | [ 19 ]     |
| -"-: Macropsinae                      | über dem Boden                                          | einige Arten                                                       | [ 19 ]     |
| -"-: Melizoderidae                    | ?                                                       | ?                                                                  | [ 19 ]     |
| -"-: Buckelzirpen (Membracidae)       | über dem Boden                                          | ja                                                                 | [ 19 ]     |
| Spitzkopfzikaden (Fulgoromorpha)      |                                                         |                                                                    |            |
| -"-: Acanaloniidae                    | über dem Boden                                          | einige Arten                                                       | [ 19 ]     |
| -"-: Achilidae                        | über dem Boden, unter Rinde                             | nein                                                               | [ 19 ]     |
| -"-: Achilixiidae                     | über dem Boden, unter Rinde                             | nein                                                               | [ 19 ]     |
| -"-: Glasflügelzikaden (Cixiidae)     | unterirdisch                                            | einige Arten                                                       | [ 19 ]     |
| -"-: Delphacidae Ugyopinî             | über dem Boden in Pflanzenkronen                        | nein                                                               | [ 19 ]     |
| -"-: Delphacidae Asiracini            | über dem Boden in Pflanzenkronen                        | nein                                                               | [ 19 ]     |
| -"-: andere Delphacidae               | über dem Boden in Pflanzenkronen                        | einige Arten, in Pavillons                                         | [ 19 ]     |
| -"-: Derbidae                         | über dem Boden, unter Rinde                             | nein                                                               | [ 19 ]     |
| -"-: Dictyopharidae                   | über dem Boden                                          | nein                                                               | [ 19 ]     |
| -"-: Eurybrachidae                    | über dem Boden                                          | nein                                                               | [ 19 ]     |
| -"-: Flatidae                         | über dem Boden                                          | nein                                                               | [ 19 ]     |
| -"-: Fulgoridae                       | über dem Boden                                          | nein                                                               | [ 19 ]     |
| -"-: Gengidae                         | ?                                                       | ?                                                                  | [ 19 ]     |
| -"-: Hypochthonellidae                | unterirdisch                                            | in Ameisennestern                                                  | [ 19 ]     |
| -"-: Käferzikaden (Issidae)           | Larven unterirdisch, Imagines über dem Boden            | einige Arten                                                       | [ 19 ]     |
| -"-: Kinnaridae                       | unterirdisch                                            | nein                                                               | [ 19 ]     |
| -"-: Lophopidae                       | über dem Boden                                          | nein                                                               | [ 19 ]     |
| -"-: Meenoplidae                      | unterirdisch                                            | nein                                                               | [ 19 ]     |
| -"-: Nogodinidae                      | über dem Boden                                          | nein                                                               | [ 19 ]     |
| -"-: Ricaniidae                       | über dem Boden                                          | nein                                                               | [ 19 ]     |
| -"-: Ameisenzikaden (Tettigometridae) | im, auf oder (meistens) über dem Boden                  | Larven innerhalb, Imagines überwiegend außerhalb des Ameisennestes | [ 19 ]     |
| -"-: Mückenzikaden (Tropiduchidae)    | über dem Boden                                          | nein                                                               | [ 19 ]     |
| Scheidenschnäbler (Coleorrhyncha)     | auf dem Boden                                           | nein                                                               | [ 19 ]     |
| Wanzen (Heteroptera)                  | auf dem Boden                                           | nicht primär                                                       | [ 19 ]     |

## Evolution
Aphidophilie besteht seit mindestens 50 Millionen Jahren, so alt ist das Fossil einer in Bernstein eingeschlossenen Ameise beim Betrillern einer Blattlaus.
1987 hatte C. W. Schaefer vermutet, dass Aphidophilie von Ameisen eine sehr urtümliche Lebensform darstellt, aber phylogenetische Testung zeigte, dass sich Mykophilie bei Schnabelkerfen wiederholt unabhängig voneinander entwickelte.